# Отто Мюгге
Йоганнес Отто Конрад Мюгге (4 березня 1858, Ганновер – 9 червня 1932, Геттінген) — німецький мінералог і кристалограф.

## Життєпис
З 1875 по 1879 рік він вивчав математику та природничі науки в Технічному університеті Ганновера та в Університеті Геттінгена. Після закінчення навчання він три роки працював асистентом Гаррі Розенбуша в мінералого-геологічному інституті Гейдельберзького університету. З 1882 року він працював куратором мінералогічного та геологічного відділу в Музеї природної історії в Гамбурзі, а в 1886 році став доцентом академії в Мюнстера. Пізніше він обіймав посаду повного професора Кенігсберзького університету, де в 1903/04 р. був призначений деканом факультету філософії. У 1908 році він перейшов як професор до Геттінгенського університету.
Автор 152 наукових праць. Професійна зацікавленість: механічна деформація кристалів, регулярне зчеплення різних типів мінералів, температура утворення двійникування кварцу та плагіоклазу, кореляція плеохронічних ореолів із радіоактивним випромінюванням та петрографія вибраних гірських комплексів у Вестфалії, Гессені і Гарці. Разом з Ернстом Антоном Вульфінгом він опублікував п'яте видання «Mikroskopische Physiography der Mineralien und Gesteine» Гаррі Розенбуша (1921–27).

## Вшанування
Острів Мюгге, один із Островів Беннета біля узбережжя Антарктиди, вшановує його ім'я.